# Hipovolemia
La hipovolemia (del griego ὑπο-, hipo-, 'escasez', y volemia, 'volumen de sangre') es una disminución del volumen circulante de sangre u otros líquidos dentro del sistema cardiovascular, debido a múltiples factores como hemorragia, deshidratación, quemaduras, entre otros. Se caracteriza porque el paciente se encuentra pálido debido a la vasoconstricción compensadora, con taquicardia debido a la liberación de catecolaminas, con pulso débil y rápido.
En este caso, el corazón aumenta considerablemente su actividad, en un intento de elevar su gasto (taquicardia), y conservar el flujo de sangre circulante. Dicha sangre se elimina de las áreas superficiales y se deriva a los órganos vitales: la piel se torna fría y pegajosa, disminuye la temperatura (para reducir las demandas de oxígeno transportado por la sangre) y la respiración se hace rápida y profunda (para suministrar oxígeno al cuerpo). El cuerpo tolera de mejor manera la anemia que la hipovolemia. En caso de presentarse esta última deben administrarse grandes cantidades de suero fisiológico al 0.9 % a temperatura no menor a 40 grados para aumentar la presión sanguínea y normalizar el pulso. La hipovolemia suele confundirse con otras enfermedades, y controlar un episodio de este trastorno es difícil, ya que el paciente no siempre es diagnosticado correctamente por el especialista. ya que los dolores pueden no ser significativos o no sufrir sintomatología grave durante espacios de tiempo prolongados.